# Empty Sky
Pour les articles homonymes, voir Empty Sky (homonymie).
Albums de Elton John
Elton John
(1970)
Empty Sky est le premier album studio du pianiste et chanteur britannique Elton John. Il est sorti le 6 juin 1969 au Royaume-Uni.

## Histoire
L'album est enregistré de décembre 1968 à avril 1969 aux studios Dick James Music, à Londres. Cette édition parue au label DJM records fut produite par Steve Brown et distribuée par Pye records.
Ce n’est qu’en 1975 que Empty Sky sort aux États-Unis après qu’Elton John fut classé numéro 6 du Billboard 200 le 28 février 1975 (durant 18 semaines). Une nouvelle édition est alors créée et parue sur le label MCA Records présentant une pochette différente de l’album original.

## Titres

### Album original
Toutes les chansons sont écrites et composées par Elton John et Bernie Taupin.
| 1. | Empty Sky            | 8:28 |
| 2. | Val-Hala             | 4:12 |
| 3. | Western Ford Gateway | 3:16 |
| 4. | Hymn 2000            | 4:29 |

| 5. | Lady What's Tomorrow            | 3:10 |
| 6. | Sails                           | 3:45 |
| 7. | The Scaffold                    | 3:18 |
| 8. | Skyline Pigeon                  | 3:37 |
| 9. | Gulliver / Hay Chewed / Reprise | 6:59 |

### Rééditions
Les rééditions au format CD parues chez Mercury (1995) et Rocket (1996) incluent quatre titres bonus. Ces chansons proviennent de deux 45 tours sortis peu avant l'album : Lady Samantha / All Across the Havens (janvier 1969) et It's Me That You Need / Just Like Strange Rain (mai 1969).
| 10. | Lady Samantha          | 3:02 |
| 11. | All Across the Havens  | 2:52 |
| 12. | It's Me That You Need  | 4:04 |
| 13. | Just Like Strange Rain | 3:44 |

## Musiciens
- Elton John : chant, piano, orgue, pianet, clavecin
- Caleb Quaye : guitare acoustique, guitare électrique, congas
- Tony Murray : basse
- Roger Pope : batterie (sauf sur Lady What's Tomorrow), percussions
- Nigel Olsson : batterie sur Lady What's Tomorrow
- Don Fay : saxophone ténor, flûte
- Graham Vickery : harmonica